# Berkane

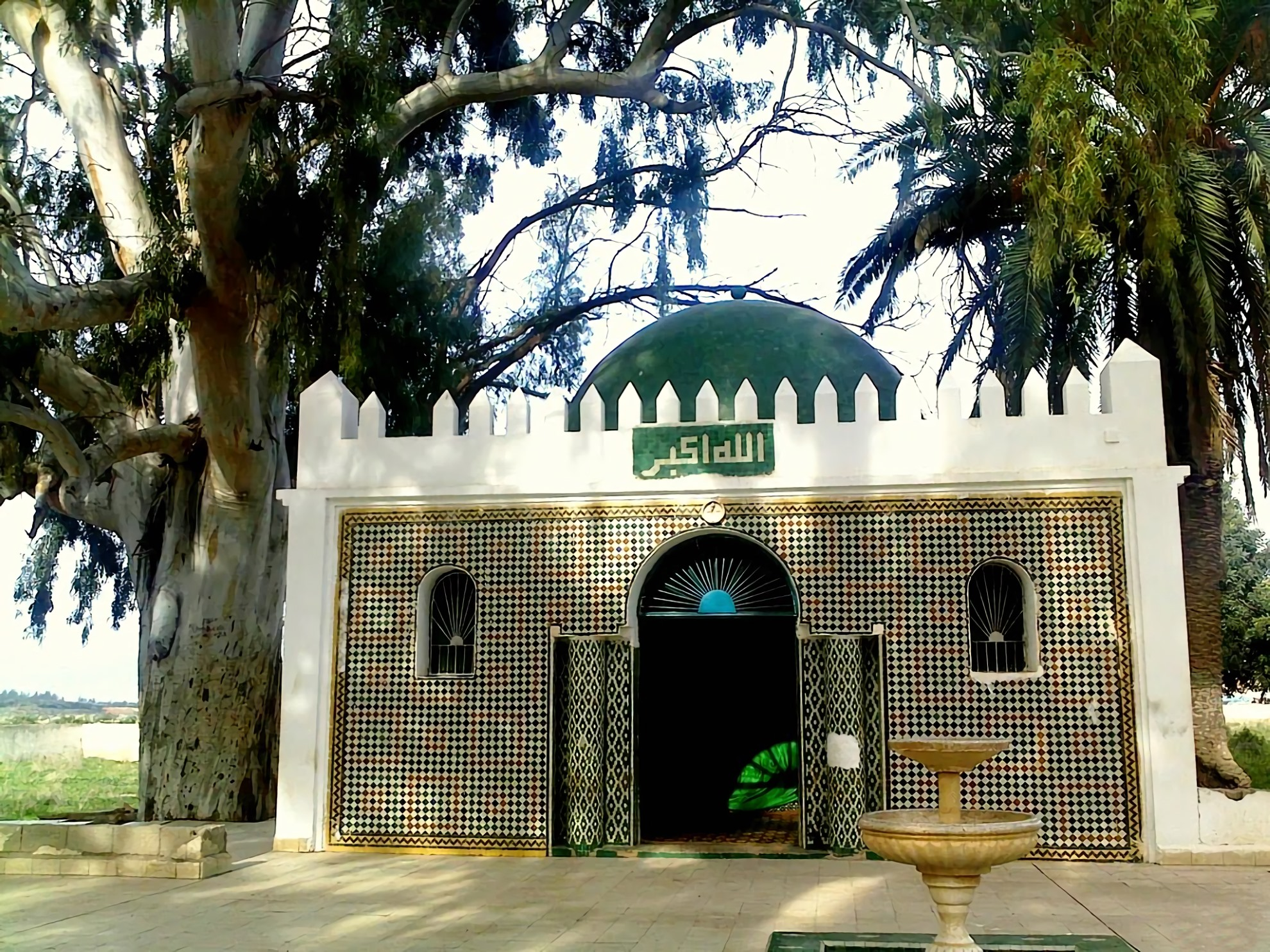
Mausoleo di Sidi Mhand Aberkane.

Berkane (in arabo بركان‎?, in berbero ⴱⴻⵔⴽⴰⵏ) è una città del Marocco, nella provincia di Berkane, nella Regione Orientale.
È nota per le sue coltivazioni di agrumi, di frutta e verdura di alta qualità abbondanti tutto l'anno.
La città prende il nome dal santo Sidi Ahmad Aberkane (morto nell'868 del calendario islamico).
Berkane è una città tentacolare incentrata su Avenue Mohammed V, una striscia commerciale e di affari, e la Sharia Ibn Sina / Rue Dehb (che significa "La via dell'oro"), che è allineato con molti dei caffè più popolari e ospita molti eventi sociali. 
La città si estende sulle colline e si collega via ponte con una piccola città vicina di nome Sidi Slimane, dando l'impressione che sia molto più grande di quanto sostiene censimento.
A metà strada tra le montagne e il mare Berkane è vicina alla popolare località balneare di Saidia, sul Mediterraneo, così come a Tafoughalt, un piccolo villaggio nelle montagne vicine noto per la sua aria salubre e dei mercati di erbe.
L'industria degli agrumi, in particolare delle clementine, rende Berkane la capitale degli agrumi, come dimostra la statua posta nella piazza più frequentata della città.
Il nome della città (Berkan > aberkan) significa "nero" in lingua berbera.

## Galleria d'immagini

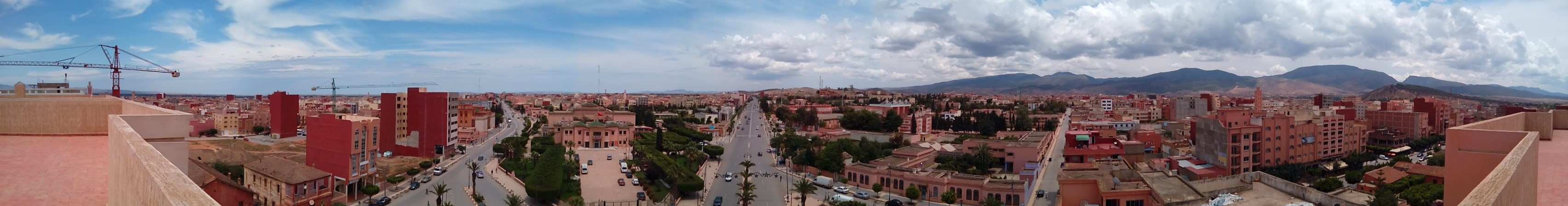
Panoramica di Berkane.

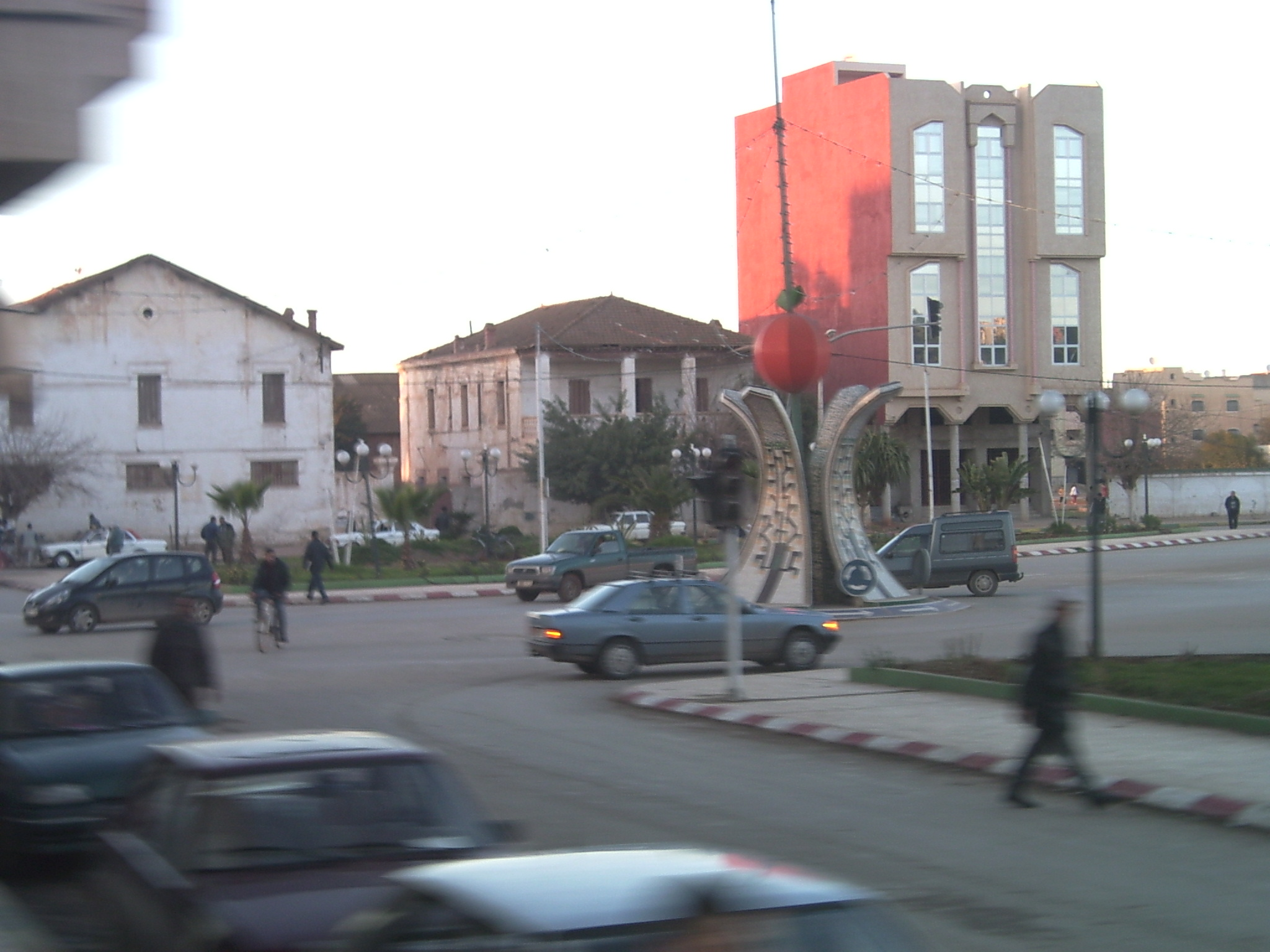
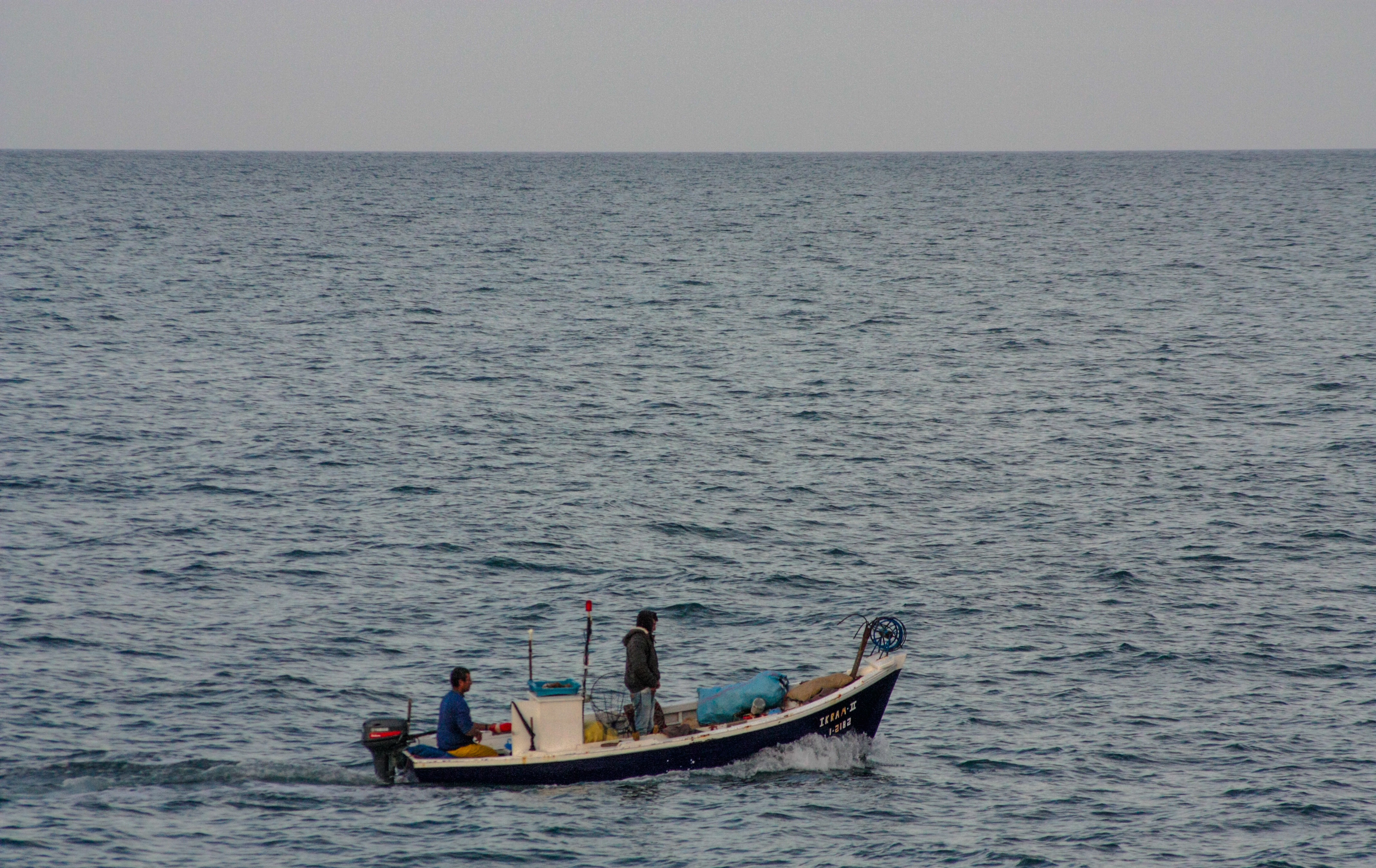